# Erwin Resch
Erwin Resch (ur. 2 kwietnia 1957 w Mariapfarr) – austriacki narciarz alpejski, brązowy medalista mistrzostw świata.

## Kariera
Pierwsze punkty w zawodach w zawodach Pucharu Świata zdobył 1 lutego 1979 roku w Villars, zajmując piętnaste miejsce w zjeździe. Na podium zawodów tego cyklu pierwszy raz stanął 13 grudnia 1981 roku w Val Gardena, gdzie wygrał rywalizację w tej konkurencji. W zawodach tych wyprzedził na podium Brytyjczyka Konrada Bartelskiego i swego rodaka Leonharda Stocka. Łącznie 13 razy stawał na podium pucharowych, odnosząc przy tym jeszcze dwa zwycięstwa: 9 stycznia 1983 roku w Val d’Isère i 4 grudnia 1983 roku w Schladming triumfował w zjazdach. Najlepsze wyniki osiągnął w sezonie 1983/1984, kiedy to zajął dwunaste miejsce w klasyfikacji generalnej, a w klasyfikacji zjazdu był drugi.
Jego największym sukcesem jest brązowy medal w zjeździe wywalczony podczas mistrzostw świata w Schladming w 1982 roku. W zawodach tych wyprzedzili go jedynie Harti Weirather i Conradin Cathomen ze Szwajcarii. Był to jego jedyny medal wywalczony na międzynarodowej imprezie tej rangi. Był też szesnasty w zjeździe na rozgrywanych pięć lat później mistrzostwach świata w Crans-Montana. W 1984 roku wystąpił na igrzyskach olimpijskich w Sarajewie, zajmując jedenastą pozycję w swej koronnej konkurencji.
W 1991 roku zakończył karierę.

## Osiągnięcia

### Igrzyska olimpijskie
| Miejsce | Dzień     | Rok  | Miejscowość | Konkurencja | Czas biegu | Strata | Zwycięzca    |
| ------- | --------- | ---- | ----------- | ----------- | ---------- | ------ | ------------ |
| 11.     | 16 lutego | 1984 | Sarajewo    | Zjazd       | 1:45,59    | +1,47  | Bill Johnson |

### Mistrzostwa świata
| Miejsce | Dzień       | Rok  | Miejscowość   | Konkurencja | Czas biegu | Strata | Zwycięzca       |
| ------- | ----------- | ---- | ------------- | ----------- | ---------- | ------ | --------------- |
| 3.      | 6 lutego    | 1982 | Schladming    | Zjazd       | 1:55,10    | +0,63  | Harti Weirather |
| 16.     | 31 stycznia | 1987 | Crans-Montana | Zjazd       | 2:07,80    | +2,23  | Peter Müller    |

### Puchar Świata

#### Miejsca w klasyfikacji generalnej
- sezon 1978/1979: 63.
- sezon 1980/1981: 43.
- sezon 1981/1982: 12.
- sezon 1982/1983: 25.
- sezon 1983/1984: 12.
- sezon 1985/1986: 25.
- sezon 1986/1987: 28.
- sezon 1988/1989: 41.
- sezon 1989/1990: 63.
- sezon 1990/1991: 37.

#### Miejsca na podium w zawodach
1. Val Gardena – 13 grudnia 1981 (zjazd) – 1. miejsce
2. Wengen – 23 stycznia 1982 (zjazd) – 2. miejsce
3. Val Gardena – 19 grudnia 1982 (zjazd) – 2. miejsce
4. Val d’Isère – 9 stycznia 1983 (zjazd) – 1. miejsce
5. Schladming – 4 grudnia 1983 (zjazd) – 1. miejsce
6. Wengen – 15 stycznia 1984 (zjazd) – 3. miejsce
7. Kitzbühel – 21 stycznia 1984 (zjazd) – 2. miejsce
8. Garmisch-Partenkirchen – 28 stycznia 1984 (zjazd) – 2. miejsce
9. Schladming – 31 grudnia 1985 (zjazd) – 3. miejsce
10. Kitzbühel – 17 stycznia 1986 (zjazd) – 2. miejsce
11. Kitzbühel – 18 stycznia 1986 (zjazd) – 2. miejsce
12. Laax – 4 stycznia 1987 (zjazd) – 3. miejsce
13. Kitzbühel – 25 stycznia 1987 (zjazd) – 2. miejsce